# Dorfkirche Neuenkirchen (Zarrentin am Schaalsee)

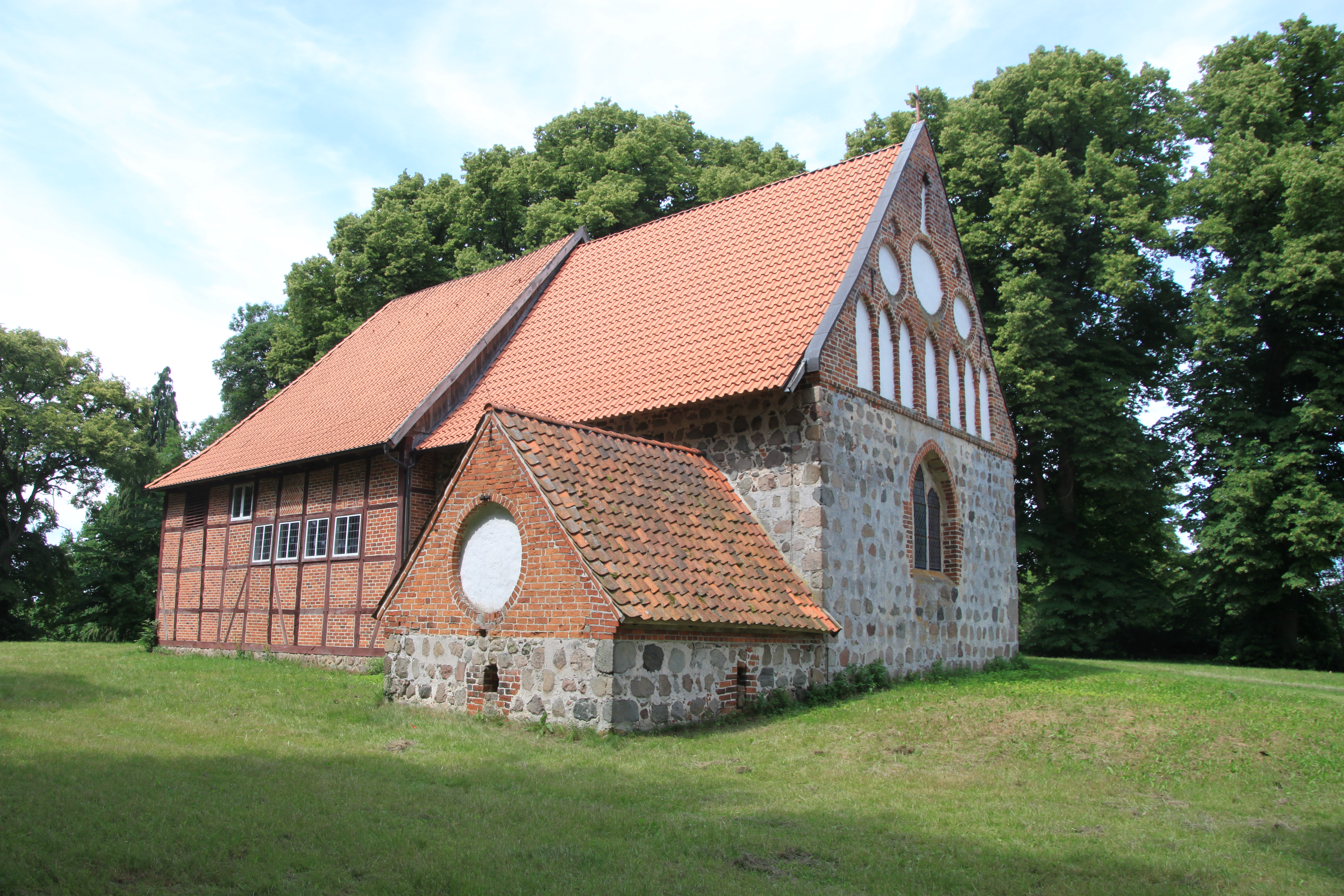
Evangelische Dorfkirche in Neuenkirchen (2021)

Die Dorfkirche Neuenkirchen ist eine aus dem 15. Jahrhundert stammende Dorfkirche und befindet sich in Neuenkirchen, einem Ortsteil der Stadt Zarrentin am Schaalsee im Landkreis Ludwigslust-Parchim im Westen von Mecklenburg-Vorpommern. Die Kirche trägt die Adresse Seeweg, 19246 Zarrentin OT Neuenkirchen. Sie steht samt der umgebenden Trockenmauer seit den 1970er Jahren unter Denkmalschutz. Die Kirchengemeinde gehört zum Kirchenkreis Mecklenburg der Evangelisch-lutherischen Kirche in Norddeutschland.

## Geschichte
Das jetzige Gotteshaus wurde im 15. Jahrhundert auf den Resten eines früheren Kirchleins an gleicher Stelle errichtet, das bereits im Jahr 1194 erstmals urkundlich erwähnt wurde. Im Ratzeburger Zehntregister von 1230 wird die Kirche als Zentrum eines großen Kirchspiels angegeben, das bis nach Lassahn und Techin reichte. In der Folgezeit wurden immer wieder auch Um- und Anbauten an dem Gebäude vorgenommen.
In den Jahrhunderten zwischen 1230 und 1990 geschah nichts Berichtenswertes mit oder in dem Kirchengebäude. − Nach der deutschen Wiedervereinigung besannen sich viele Menschen wieder auf ihren christlichen Glauben, Kirchengebäude wurden saniert und wieder umfangreicher zur stillen Einkehr genutzt. Auch in Zarrenthin konnten in den Jahren 2023/2024 umfangreiche Sanierungsarbeiten im Inneren der Kirche ausgeführt werden. Die Finanzierung kam vom neu gegründeten Kirchenkreis Mecklenburg, vom Land Mecklenburg-Vorpommern (Strategiefonds), von der Deutschen Stiftung Denkmalschutz, von der Marlies-Kressner-Stiftung und vom Verein Dorfkirchen in Not M-V e. V.

## Architektur
Der rechteckige Chor entstand im 13. Jahrhundert aus Feldsteinen im Übergang vom romanischen zum gotischen Stil. Ein Triumphbogen trennt den Chorraum vom eigentlichen Kirchenraum. Der gotische Giebel aus Backsteinen ist mit drei Kreisblenden und einer blendenumrahmten Dreifenstergruppe geschmückt. Erweiterungsarbeiten führten ab Mitte des 17. Jahrhunderts zu dem bis heute erhaltenen Langhaus, welches aus rotsteinigen Fachwerkmauern errichtet worden ist. Hier wurde ein kleiner Kirchturm integriert, der 1680 eingeweiht wurde. In der Glockenstube hängt eine bronzene Kirchenglocke mit der Gussjahreszahl 1762. Das Kirchenensemble trägt Satteldächer, die zur Westseite abgewalmt sind. Im Inneren gibt es eine Empore.
Ein zweijochiges Kreuzrippengewölbe überspannt den Chorraum. Das Hauptschiff ist durch Gurtbögen und Gewölberippen betont.
Ein Nordvorbau aus Fachwerkmauern am Chor stammt aus dem Jahr 1680 und war höchstwahrscheinlich das Sakramentshaus in der Vor-Reformationszeit.

## Ausstattung und Nutzung

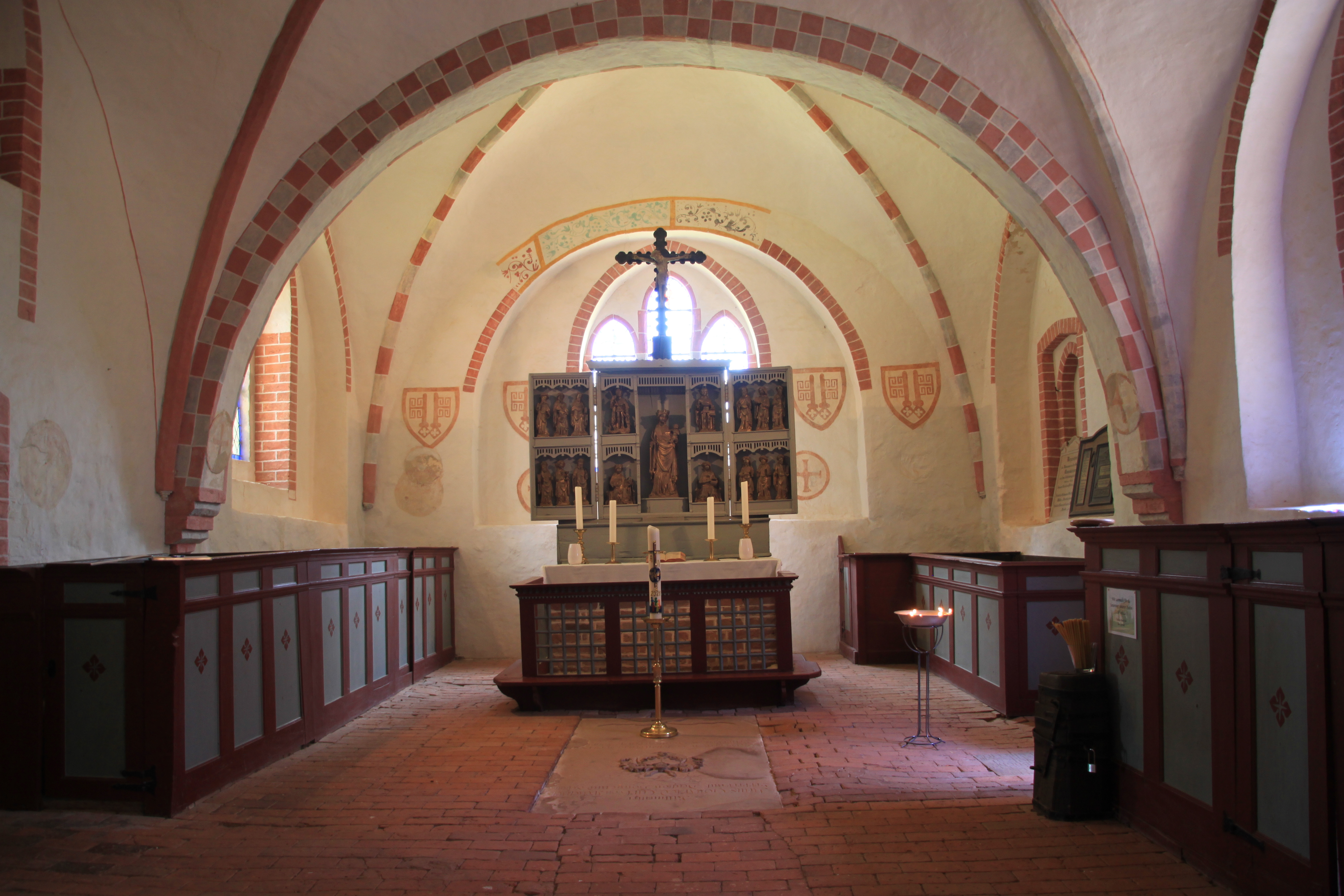
Blick in den Altarraum

Erwähnenswert sind der Altar mit einem meist verschlossenen Altarschrein aus dem 15. Jahrhundert im Chor, ein Epitaph aus dem Jahr 1646 und die Kanzel aus dem 17. Jahrhundert. Der älteste erhaltene Grabstein, der des Pastors Johann Ratnack, trägt die Jahreszahl 1565. Auffällig sind auch Weihekreuze sowie die Wappenschilde mit dem Doppelschlüssel, die später im Familienwappen derer von Blücher auftauchen.
Außer zu Kasualien wie Einsegnungen, Hochzeits- oder Trauerfeiern dient die Kirche auch als Sommerkirche (sechs Gottesdienste an den Sonntagen in den Sommerferien und ggf. an sechs verschiedenen Orten). Sie ist nicht stetig geöffnet, Besucher können sich jedoch im Gasthof des Ortes oder bei einem Gemeindemitglied in der Nachbarschaft einen Schlüssel aushändigen lassen.